# Liste du patrimoine immobilier classé de Limbourg
Cette page regroupe l'ensemble du patrimoine immobilier classé de la ville belge de Limbourg.
| Objet | Année de construction / Architecte | Adresse                                                                                            | Section communale | Coordonnées                      | Numéro d’inventaire | Illustration |
| --- | ---------------------------------- | -------------------------------------------------------------------------------------------------- | ----------------- | -------------------------------- | ------------------- | --- |
| Chapelle Saint-Anne |                                    | |                   | 50° 36′ 16″ nord, 5° 56′ 05″ est | 63046-CLT-0001-01   | Chapelle Saint-Anne |
| L'église Saint-Georges |                                    | |                   | 50° 36′ 45″ nord, 5° 56′ 28″ est | 63046-CLT-0003-01   | L'église Saint-Georges |
| A.1 - Anciens remparts (EA); |                                    | |                   | 50° 36′ 59″ nord, 5° 56′ 25″ est | 63046-CLT-0004-01   | A.1 - Anciens remparts (EA); |
| Maison (façade principale, portail d'entrée de la cour intérieure et versant avant de toiture) |                                    | Rue Georges Wilson, n°32                                                                           |                   | 50° 37′ 15″ nord, 5° 56′ 24″ est | 63046-CLT-0005-01   | Maison (façade principale, portail d'entrée de la cour intérieure et versant avant de toiture) |
| Maison (façade principale et versant avant de toiture) |                                    | Rue Georges Wilson, n°34                                                                           |                   | 50° 37′ 15″ nord, 5° 56′ 24″ est | 63046-CLT-0006-01   | Maison (façade principale et versant avant de toiture) |
| Chœur du XVe siècle de l'église Saint-Roch |                                    | |                   | 50° 37′ 28″ nord, 5° 55′ 10″ est | 63046-CLT-0007-01   | Chœur du XVe siècle de l'église Saint-Roch |
| L'église Saint-Roch: totalité de l'édifice (sauf la sacristie de 1913), ainsi que l'autel majeur (Henrard, 1740), les lambris du chœur en totalité (item), l'autel latéral sud (item) avec la peinture (Flings, 1791), l'autel latéral nord (item) avec la peinture (Flings, 1791),les deux séries de stalles (item), le banc de communion en entier (item), la niche armoriée faisant pendant à la chaire de vérité (item), la statue de Sainte-Gertrude, la chaire de vérité en entier (Henrard, 1740), les deux confessionnaux (item), la théothèque gothique (XVIe s.), les fonts baptismaux (XVIIIe s.), les deux bénitiers (XVIIIe s.), la balustrade du jubé (Henrard, 1740), les dalles funéraires et cénotaphe situés dans l'église et les douze croix funéraires devant l'église. |                                    | |                   | 50° 37′ 28″ nord, 5° 55′ 10″ est | 63046-CLT-0008-01   | église Saint-Roch |
| L'église Saint-Lambert |                                    | | Goé               | 50° 36′ 24″ nord, 5° 57′ 23″ est | 63046-CLT-0010-01   | L'église Saint-Lambert |
| Pompe publique |                                    | Rue Derrière l'église.                                                                             |                   | 50° 36′ 42″ nord, 5° 56′ 28″ est | 63046-CLT-0011-01   | Pompe publique |
| Maison (façade avant et pan de toiture, mur de clôture, portail, décor du salon du côté de la place St-Georges), place Saint-Georges n°36 |                                    | Place Saint-Georges, n°36                                                                          |                   | 50° 36′ 44″ nord, 5° 56′ 24″ est | 63046-CLT-0012-01   | Maison (façade avant et pan de toiture, mur de clôture, portail, décor du salon du côté de la place St-Georges), place Saint-Georges n°36                                                             |
| Pavements de la voirie et des trottoirs, place Saint-Georges |                                    | Place Saint-Georges                                                                                |                   | 50° 36′ 44″ nord, 5° 56′ 25″ est | 63046-CLT-0013-01   | Pavements de la voirie et des trottoirs, place Saint-Georges |
| Le mur de clôture du jardin et la porte aux armes CALDENBORG-BARDIEUS donnant sur la rue Derrière l'Eglise et situés à l'arrière de l'immeuble sis Place Saint-Georges, n°31 |                                    | Rue Derrière l'Eglise en gesitueerd aan de achterzijde van het gebouw aan Place Saint-Georges n°31 |                   | 50° 36′ 45″ nord, 5° 56′ 27″ est | 63046-CLT-0014-01   | Le mur de clôture du jardin et la porte aux armes CALDENBORG-BARDIEUS donnant sur la rue Derrière l'Eglise et situés à l'arrière de l'immeuble sis Place Saint-Georges, n°31                          |
| Extension de classement du mur de clôture du jardin et de la porte, situés à l'arrière de l'immeuble sis place Saint-Georges, n°31 à l'ensemble de celui-ci, c'est-à-dire façades, toiture et pignon. |                                    | Place Saint-Georges, n°31                                                                          |                   | 50° 36′ 45″ nord, 5° 56′ 26″ est | 63046-CLT-0015-01   | Extension de classement du mur de clôture du jardin et de la porte, situés à l'arrière de l'immeuble sis place Saint-Georges, n°31 à l'ensemble de celui-ci, c'est-à-dire façades, toiture et pignon. |
| Maison (façade principale, versant avant de toiture, perron et mur d’échiffre), place Saint-Georges, n°72 |                                    | Place Saint-Georges n°72                                                                           |                   | 50° 36′ 41″ nord, 5° 56′ 24″ est | 63046-CLT-0016-01   | Maison (façade principale, versant avant de toiture, perron et mur d’échiffre), place Saint-Georges, n°72                                                                                             |
| Maison (façades et toitures) et dépendance dite magasin à munitions, place Saint-Georges, n° 33 |                                    | Place Saint-Georges n° 33                                                                          |                   | 50° 36′ 45″ nord, 5° 56′ 26″ est | 63046-CLT-0017-01   | Maison (façades et toitures) et dépendance dite magasin à munitions, place Saint-Georges, n° 33 |
| Ancien hôtel de ville : façades et toitures (à l'exception de l'annexe basse à l'arrière) et tous les éléments visibles de l'Arvô (murs, plafond et pavement), place Saint-Georges, n°30 |                                    | Place Saint-Georges n°30                                                                           |                   | 50° 36′ 45″ nord, 5° 56′ 24″ est | 63046-CLT-0018-01   | Ancien hôtel de ville : façades et toitures (à l'exception de l'annexe basse à l'arrière) et tous les éléments visibles de l'Arvô (murs, plafond et pavement), place Saint-Georges, n°30              |
| Maison (façade à rue avec le perron et deux pans de toiture), Sur les Remparts n° 124 |                                    | Sur les Remparts, n° 124                                                                           |                   | 50° 36′ 40″ nord, 5° 56′ 24″ est | 63046-CLT-0019-01   | Maison (façade à rue avec le perron et deux pans de toiture), Sur les Remparts n° 124 |
| Mur à front de rue et porte de la Prévôté, aux armes de Mathias de Amezaga, rue Derrière l'Eglise, ainsi que le mur perpendiculaire à la rue |                                    | Rue Derrière l'Eglise                                                                              |                   | 50° 36′ 47″ nord, 5° 56′ 27″ est | 63046-CLT-0020-01   | Mur à front de rue et porte de la Prévôté, aux armes de Mathias de Amezaga, rue Derrière l'Eglise, ainsi que le mur perpendiculaire à la rue                                                          |
| Maison, mur d'enceinte du jardin, portail et pavillon, place Saint-Georges, n° 42 |                                    | Place Saint-Georges n° 42                                                                          |                   | 50° 36′ 44″ nord, 5° 56′ 24″ est | 63046-CLT-0021-01   | Maison, mur d'enceinte du jardin, portail et pavillon, place Saint-Georges, n° 42 |
| Volume extérieur (façades, pignons et toiture à 4 pans) de l'ancienne bâtisse du château de Villers (M) et établissement d'une zone de protection (ZP) |                                    | |                   | 50° 38′ 00″ nord, 5° 55′ 21″ est | 63046-CLT-0022-01   | Volume extérieur (façades, pignons et toiture à 4 pans) de l'ancienne bâtisse du château de Villers (M) et établissement d'une zone de protection (ZP)                                                |
| L'ensemble architectural de la Ville Haute de Limbourg |                                    | Place Saint-Georges et alentours                                                                   | Limbourg          | 50° 36′ 39″ nord, 5° 56′ 23″ est | 63046-PEX-0001-01   | L'ensemble architectural de la Ville Haute de Limbourg |